# CA Timișoara
El CA Timișoara fue un equipo de Fútbol de Rumania que jugó en la Divizia B, la segunda división nacional.

## Historia
Fue fundado el 26 de abril de 1902 en la ciudad de Timisoara por el Dr. Adalbert Mesko y tuvo como su primer presidente a Rudolf Trinksz. En 1913 gana el campeonato de distrito por primera vez, liga en la que estuvo durante la Primera Guerra Mundial.
En la temporada 1925/26 clasifica para ascender a la fase nacional pero por la vía legal le fue dado el cupo al Chinezul Timișoara. En 1934 es campeón de la liga oeste, con lo que clasificó a una serie de playoff ante el România Cluj, pero perdió nuevamente en el escritorio y se conformó con jugar en la Divizia B.
El club desaparece en el Verano de 1936 luego de fusionarse con el RGM Timișoara para crear al CAM Timișoara.

## Palmarés
- Liga II maghiară (1): 1912-1913
- Campioană regională (2): 1925–26, 1933-34

## Jugadores

### Jugadores destacados
| - Francisc Zimmermann - Alexandru Kozovits | - Iacob Holz - László Raffinsky | - Possak - Adalbert Steiner |